# Neoclytus conjunctus
Neoclytus conjunctus är en skalbaggsart som först beskrevs av Leconte 1857.  Neoclytus conjunctus ingår i släktet Neoclytus och familjen långhorningar. Inga underarter finns listade i Catalogue of Life.